# Georg Hackenschmidt
Georg Karl Julius Hackenschmidt (Tartu, 20 de julho de 1878 - Londres, 19 de fevereiro de 1968) foi um lutador estoniano de luta profissional e atleta de força (strongman). Apesar de ter nascido na Estônia, ele residiu grande parte da sua vida em Londres, Inglaterra, onde foi apelidado de "O Leão Russo" (a Estônia fazia parte do Império Russo na época).
Hackenschmidt é reconhecido internacionalmente como o primeiro campeão de pesos-pesados da história da luta.
Georg Hackenschmidt, també foi um dos pioneiros do levantamento de peso, deixou sua marca com a criação de exercícios que são fundamentais até hoje: o supino e o agachamento hack. Hackenschmidt é creditado como o idealizador do supino por popularizar a prática de deitar-se com as costas apoiadas enquanto empurra pesos para cima, uma variação que se tornaria o que conhecemos como o supino moderno. Ele realizava o exercício em uma posição semelhante ao supino, apesar de não ser idêntica à versão com barra em bancos como usamos atualmente.
Além disso, ele desenvolveu o que ficou conhecido como agachamento hack ou "Hack Squat", um movimento no qual ele segurava a barra atrás do corpo e agachava. Esse exercício ajudava a isolar os músculos das pernas, especialmente os quadríceps, e foi um precursor de máquinas e variações modernas. A contribuição de Hackenschmidt com esses exercícios o consagrou na história da musculação e levantamento de peso, sendo lembrado como um inovador que ajudou a moldar as práticas de treino físico que seguimos até hoje.

## Títulos e prêmios
- Luta greco-romana
  - European Greco-Roman Heavyweight Championship (1 vez)

- Luta profissional
  - French Heavyweight Championship (1 vez)[4]
  - World Heavyweight Championship ''(versão original)'' (1 vez)

- Professional Wrestling Hall of Fame and Museum
  - Classe de 2002

- Wrestling Observer Newsletter awards
  - Wrestling Observer Newsletter Hall of Fame (Classe de 1996)